# Font dels Mollons
La Font dels Mollons és una font del terme municipal de Tremp, del Pallars Jussà, a l'antic terme d'Espluga de Serra, en territori del poble d'Aulàs.
Està situada a 1.010 m d'altitud, a llevant del poble d'Aulàs, a l'indret conegut com les Fontetes, molt proper al poble.